# Куштанина, Людмила Ильинична
Людмила Ильинична Куштанина (29 сентября 1934, Новомосковск, Тульская область, РСФСР, СССР) — советский и российский библиотековед, Заслуженный работник культуры РФ (1999).

## Биография
Родилась 29 сентября 1934 года в Новомосковске, через несколько лет после рождения переехала в Москву и после окончания средней школы, в 1951 году поступила на библиотечный факультет МГБИ, который она окончила в 1956 году. Сразу же после окончания института поступила в ГНБ и отработала вплоть до 1958 года. В 1959 года устроилась на работу в ГПНТБ и попала в научно-методический отдел и проработав до 1966 года, возглавила его вплоть до 1970 года. В 1970-х годах устроилась на работу в ГБЛ и проработала вплоть до 2000-х годов, после чего ушла на пенсию.

## Научные работы
Основные научные работы посвящены библиотековедению. Автор свыше 50 научных работ.